# Acopa pura
Acopa pura är en fjärilsart som beskrevs av Barnes och Arthur Ward Lindsey 1922. Acopa pura ingår i släktet Acopa och familjen nattflyn. Inga underarter finns listade i Catalogue of Life.